# Ferdinand Moreau
Pour les articles homonymes, voir Moreau.
Ferdinand Louis Moreau (20 janvier 1826 à Paris - 26 mars 1884 à Cannes) est un agent de change et homme politique français.

## Biographie

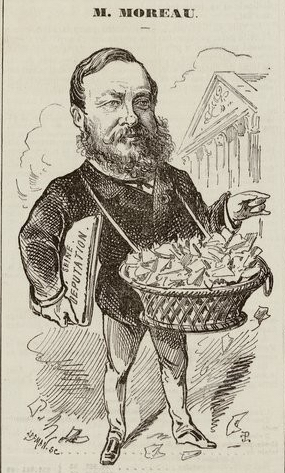
Caricature de M. Moreau.

Petit-fils d'un censeur de la Banque de France, fils d'un des principaux agents de change de Paris, il fut lui-même syndic de la corporation des agents de change de cette ville.
En 1865, il fut nommé conseiller général d'Eure-et-Loir, où il avait acquis en 1860 le château d'Anet du comte de Caraman.
Il est domicilié au 29 rue de Londres à Paris en 1868.
Le 21 juillet 1871, aux élections complémentaires de la Seine destinées à pourvoir au remplacement de 21 représentants, par suite d'options, de démissions ou de décès, il fut élu représentant de la Seine à l'Assemblée nationale avec l'appui de l'Union parisienne de la presse. 
Conservateur libéral, il prit place au Centre, fit partie de la commission de permanence, et vota pour la pétition des évêques, pour le pouvoir constituant, contre le service de trois ans, pour le septennal, contre le ministère de Broglie, pour les lois constitutionnelles ; il s'était abstenu sur la démission de Thiers. 
Moreau n'a pas fait partie d'autres assemblées.

## Distinctions
- Officier de la Légion d'honneur (1868)[1].
- Commandeur de l'ordre d'Isabelle la Catholique.

## Sources
- « Ferdinand Moreau », dans Adolphe Robert et Gaston Cougny, Dictionnaire des parlementaires français, Edgar Bourloton, 1889-1891 [détail de l’édition]